# Catedrala (sculptură de Rodin)
Catedrala (anterior Chivotul legământului) este o sculptură a artistului francez Auguste Rodin, creată în 1908. Sculptura prezintă două mâini drepte împletite în două poziții diferite. Inițial sculptată în piatră, a fost ulterior turnată în diferite ediții din bronz.

## Descriere
Prima sculptură a Catedralei a fost realizată din piatră cioplită. Are 64 de centimetri înălțime, 29,5 centimetri lățime și 31,8 centimetri adâncime. Sculptura este cioplită destul de grosolan, urme de unelte fiind vizibile pe lucrare. Ea prezintă două mâini drepte, deci, prin dedublare, mâinile a două persoane diferite. Cunoscută anterior sub numele de Chivotul Legământului, sculptura a primit în cele din urmă titlul de Catedrala, fără îndoială ca răspuns la publicarea de către Rodin a Cathédrales de France (Catedralele Franței) în 1914. Faptul că există un spațiu care separă cele două mâini (mâinile nu se ating și sunt clar separate) amintește de arhitectura gotică.
Această lucrare face parte dintr-o serie de mâini de marmură sculptate după 1900, printre care Secretul, Mâna lui Dumnezeu, Mâna diavolului, Mâinile amanților și Mână ieșind din mormânt. De asemenea, ea confirmă gustul și pasiunea lui Rodin pentru această parte a corpului.